# Oscinella cariciphila
Oscinella cariciphila är en tvåvingeart som beskrevs av Collin 1946. Oscinella cariciphila ingår i släktet Oscinella och familjen fritflugor. Arten är reproducerande i Sverige. Inga underarter finns listade i Catalogue of Life.